# Slobodan Nikić
Slobodan Nikić (em sérvio:  Слободан Никић; Zrenjanin, 25 de janeiro de 1983) é um jogador de polo aquático sérvio, campeão olímpico.

## Carreira

### Jogos Olímpicos
Nikić fez parte dos elencos olímpicos de bronze em Londres 2012 e de prata em Londres 2004, neste segundo representando a então Sérvia e Montenegro. Em 2016 integrou a equipe da Sérvia medalha de ouro nos Jogos do Rio de Janeiro.